# King van Essene
King van Essene (né le 6 mai 2010), est un cheval hongre inscrit BWP à la robe grise, monté en saut d'obstacles par le cavalier belge Thibeau Spits.

## Histoire

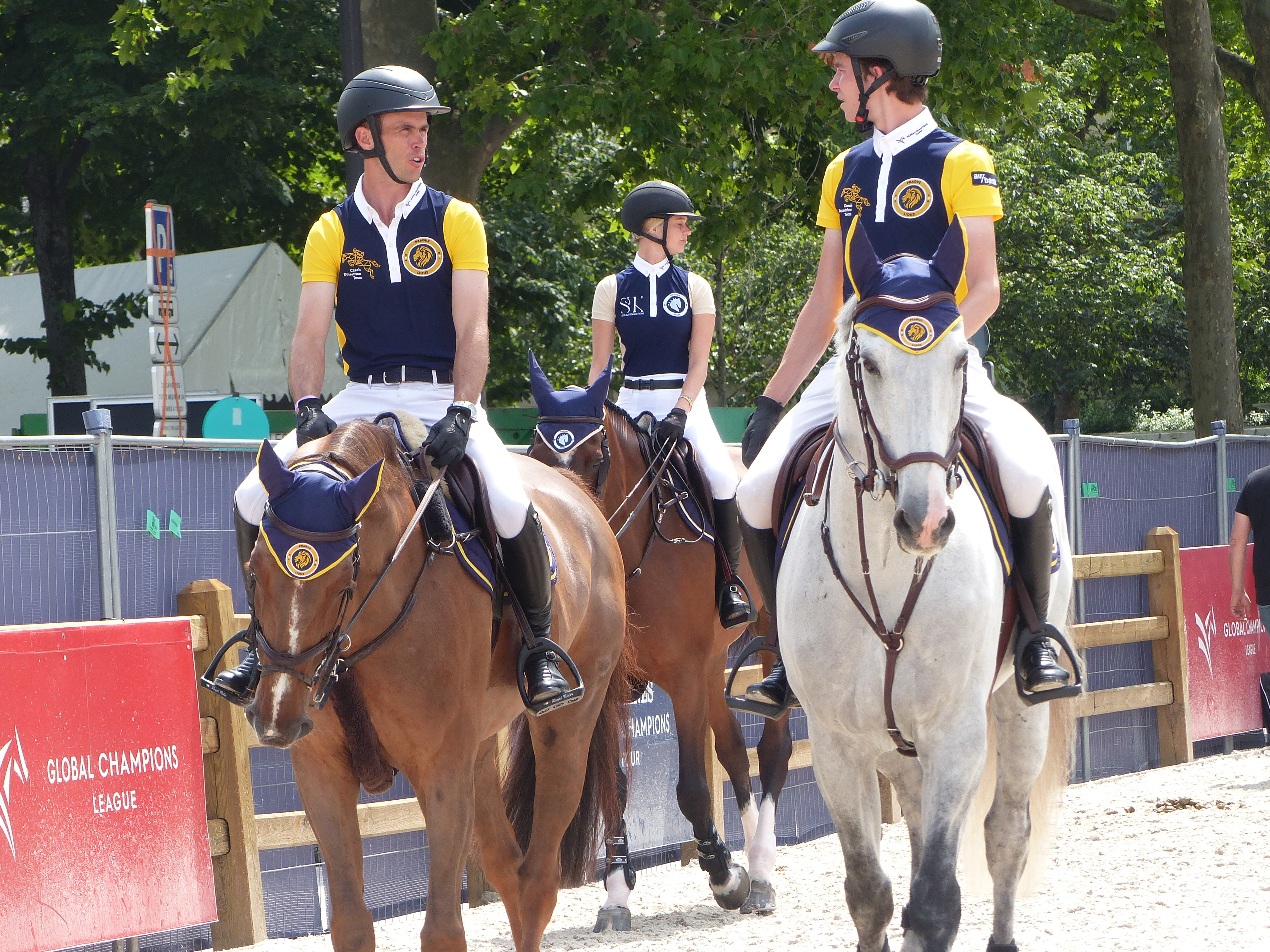
King van Essen (à droite) monté par Thibeau Spits au Paris Eiffel Jumping de 2023.

King van Essene naît le 6 mai 2010, chez l'éleveur Carlos de Cock à Essene en Belgique. 
Il est monté par le jeune cavalier belge Thibeau Spits sur le circuit du Global Champions Tour pour la saison 2023-2024, dans l'objectif d'une qualification aux Jeux olympiques d'été de 2024.

## Description

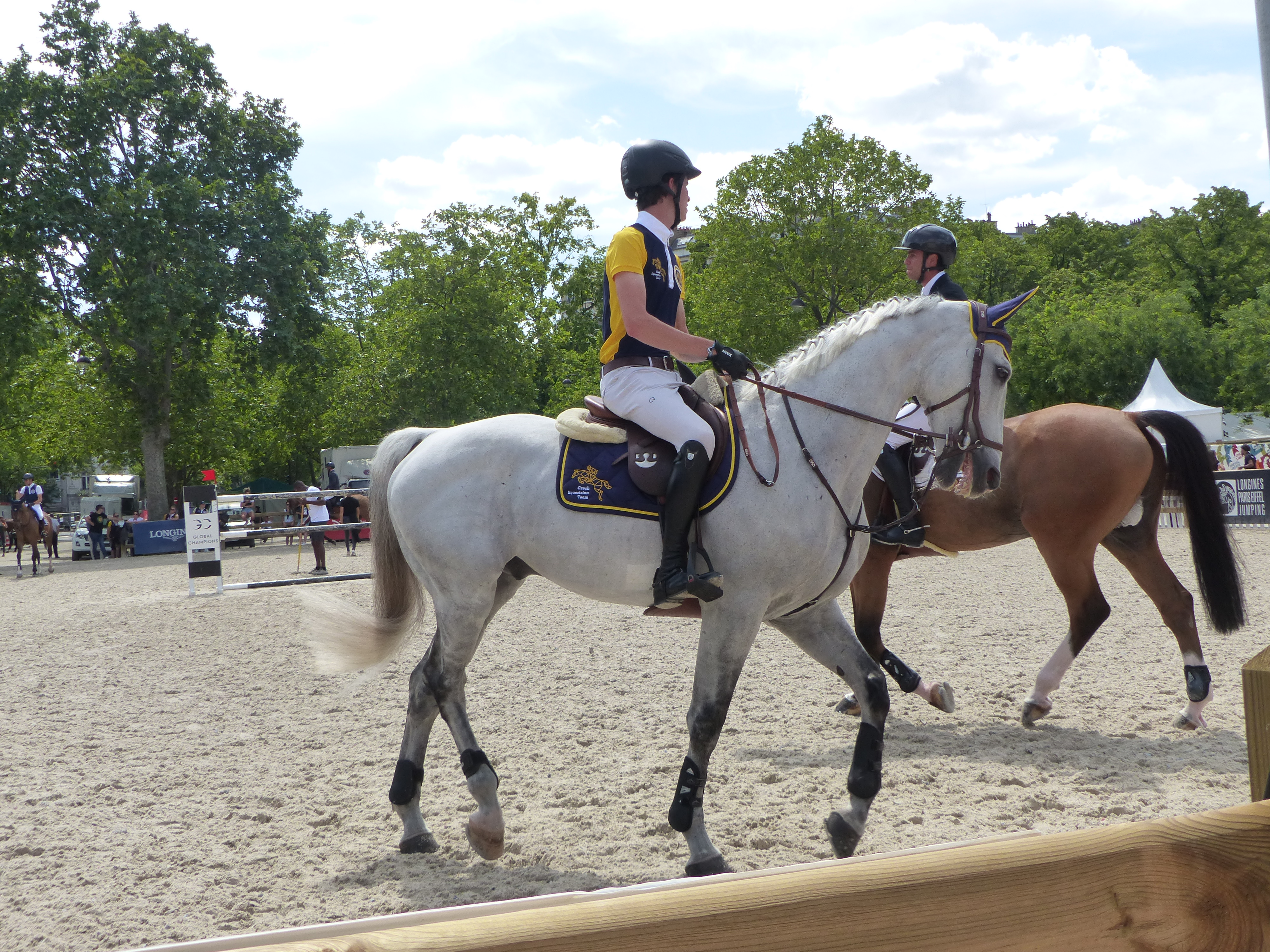
King van Essene au Paris Eiffel Jumping de 2023.

King van Essene est un hongre de robe grise, inscrit au stud-book belge du BWP,.

## Palmarès
Il est vice-champion de Belgique de saut d'obstacles 2022 avec son cavalier Thibeau Spits.
- mai 2022 : vainqueur du Grand Prix du CSI3* de Maubeuge, en 48,79 secondes[5],[6] ;
- juin 2023 : vainqueur à Saint-Gall à 1,50 m[7] ;
- octobre 2023 : vainqueur à Saint-Lô à 1,50 m[8].

## Origines
Ses origines sont allemandes et belges. C'est un fils de l'étalon Calido I, un Holsteiner né en Allemagne, sa mère Goldie van Essene étant une jument née en Belgique, mais issue de l'étalon Mecklembourgeois Chacco-Blue,. Il est l'un des meilleurs fils de Calido I.
Il présente 33,8 % d'origines génétiques Pur-sang selon le site web Hippomundo.